# Tetranychus gloveri
Tetranychus gloveri är en spindeldjursart som beskrevs av Banks 1900. Tetranychus gloveri ingår i släktet Tetranychus och familjen Tetranychidae. Inga underarter finns listade i Catalogue of Life.